# Монникенлангеног
Монникенлангеног (нидерл. Monnikenlangenoog, буквально: длинный остров монахов) — бывший остров в Ваттовом море из состава Западно-Фризских островов, который находился у побережья современной провинции Гронинген в Нидерландах между островами Схирмонниког и Боркум.
Длина Монникенлангенога составляла от 12 до 14 или 15 км. Летом остров использовался для выпаса скота, что имело экономическое значение. В XIV веке остров был собственностью аббатства Св. Юлианы в Роттюме и Старого аббатства в Клостербюрене, оба располагались на материке.
Между 1400 и 1570 гг. Монникенлангеног распался на острова Роттюмерог и Бос. Роттюмерог всё ещё существует на сегодняшний день, но Бос уже исчез.